# Torre Pontina
La Torre Pontina es el edificio más alto de la ciudad de Latina, en el centro de Italia. Con una altura de 128 m, es el undécimo edificio más alto de Italia.

## Características
Su construcción comenzó en 2007 y terminó en 2010. Fue diseñada por el arquitecto Lodovico Risoli.